# ویلیام بوگ لیشمن
ویلیام بوگ لیشمن (انگلیسی: William Boog Leishman; ۶ نوامبر ۱۸۶۵ – ۲ ژوئن ۱۹۲۶) فرد نظامی اهل پادشاهی متحد بریتانیای کبیر و ایرلند بود. وی همچنین برندهٔ جوایزی همچون لژیون دونور (شوالیه)، همکار انجمن سلطنتی، لژیون دونور (افسر بزرگ)، نشان خدمات برجسته (ارتش آمریکا)، نشان حمام، و شوالیه (عنوان) شده‌است.